# Экскурсия на Луну
«Экскурсия на Луну» (фр. Excursion dans la lune, 1908, распространённый вариант перевода названия — «Путешествие на Луну») — фантастическая короткометражная комедия Сегундо де Шомона, ремейк фильма Жоржа Мельеса «Путешествие на Луну».

## Кадры из фильма

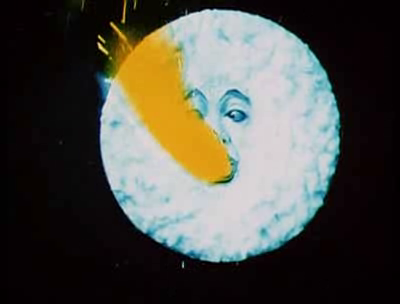
Кадр из фильма «Экскурсия на Луну» Луна
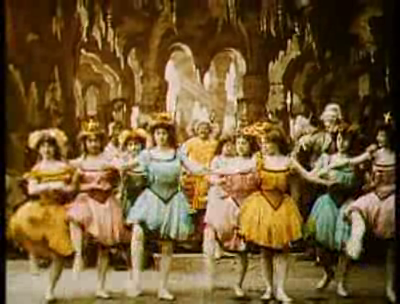
Кадр из фильма «Экскурсия на Луну» на Луне

## Сюжет
Ученый предлагает группе дворян слетать на Луну и демонстрирует им на грифельной доске расчеты такого полёта. Затем он переворачивает доску, и на ней появляется движущееся изображение, иллюстрирующее полёт снаряда с Земли на Луну. Участники переходят в мастерскую, где строится снаряд для полёта к Луне. Затем они осматривают гигантскую пушку для запуска этого снаряда. Они входят в снаряд, и группа военных загружает снаряд в пушку. После выстрела снаряд подлетает к Луне, которая, заметив его, открывает рот, и снаряд влетает прямо в него. Луна выдыхает пламя. Участники экспедиции укладываются спать на поверхности Луны. Начинается снегопад. Путешественники просыпаются, открывают зонтики и спускаются через пещеру под поверхность Луны, где восхищаются желтыми и зелеными огромными грибами и встречают селенитов, одетых как акробаты. Затем их приводят в зал правителя Луны, и они наблюдают танцы селениток. Один из землян оказывает знаки внимания танцовщице. Правитель Луны приходит в ярость. Селениты заталкивают путешественников в снаряд и сталкивают с края Луны. Коллеги на Земле наблюдают в подзорные трубы за снарядом, который падает рядом с ними. Из обломков снаряда выбираются путешественники и прилетевшая с ними селенитка.

## Релиз
Точная дата премьерного показа фильма неизвестна; по данным IMDB, его премьера в США состоялась в феврале 1908 года.

## Интересные факты
Помимо вирирования, многие кадры фильма были раскрашены вручную: например, пламя, выдыхаемое Луной, было жёлтым. Костюмы путешественников и обитателей Луны были раскрашены в жёлтый, зелёный, красный и синий цвета.